# Adenorandia
Adenorandia là một chi thực vật có hoa trong họ Thiến thảo (Rubiaceae).

## Loài
Chi Adenorandia gồm các loài: